# Plesiophrictus sericeus
Plesiophrictus sericeus là một loài nhện trong họ Theraphosidae.
Loài này thuộc chi Plesiophrictus. Plesiophrictus sericeus được Mary Agard Pocock miêu tả năm 1900.